# Pristina osborni
Pristina osborni är en ringmaskart som först beskrevs av Walton 1906.  Pristina osborni ingår i släktet Pristina och familjen glattmaskar. Inga underarter finns listade i Catalogue of Life.